# Vasilij Danilov
Vasilij Savel'evič Danilov (in russo Василий Савельевич Данилов?; Voronež, 15 maggio 1941) è un ex calciatore sovietico, di ruolo difensore.